# Cyperus karlschumannii
Cyperus karlschumannii är en halvgräsart som beskrevs av Charles Baron Clarke. Cyperus karlschumannii ingår i släktet papyrusar, och familjen halvgräs. Inga underarter finns listade i Catalogue of Life.